# Nemoraea moerens
Nemoraea moerens är en tvåvingeart som beskrevs av Villeneuve 1916. Nemoraea moerens ingår i släktet Nemoraea och familjen parasitflugor. Inga underarter finns listade i Catalogue of Life.